# 新富 (千歳市)
新富（しんとみ）は、北海道千歳市の地名。一丁目から三丁目まである。郵便番号は066-0037。

## 歴史
元々は、千歳市の北信濃と北栄町の一部で、1969年（昭和44年）にできた地名。この地域は、第二次世界大戦後に開拓された。

## 交通

### 鉄道
JR千歳線が通っているが駅はない。最寄駅は千代田町に置かれた千歳駅になる。

### バス
- 北海道中央バス（千歳営業所）
- 千歳相互観光バス、道南バス - 新富3丁目[3]

### 道路
- 国道36号
- 北海道道258号早来千歳線

## 施設
- 千歳第2幼稚園（1丁目）
- ヤマダデンキテックランド千歳店（1丁目）
- セブン-イレブン千歳新富店（1丁目）
- ツルハドラッグ千歳新富店（1丁目）
- 千歳佐藤整形外科（1丁目）
- セイコーマート千歳新富店（1丁目）
- すき家36号千歳店（1丁目）
- 北栄保育所（2丁目）
- 北海道電力千歳変電所（2丁目）
- 千歳北栄郵便局（2丁目）
- 尾谷病院（2丁目）
- 北央信用組合北栄支店（2丁目）
- ニシムラファミリー（2丁目）
- Honda Cars札幌中央千歳店（3丁目）
- マクドナルド千歳新富店（3丁目）
- スシロー千歳店（3丁目）
- ワークマンプラス千歳店（3丁目）
- 魚べい千歳店（3丁目）
- サッポロドラッグストアー千歳店（3丁目）
- 西松屋千歳店（3丁目）
- ファミリーマート千歳新富3丁目店（3丁目）- 旧サンクス千歳新富3丁目店